# ベルトーネ・スアーニャ
ベルトーネ・スアーニャ (Bertone Suagnà) は2006年に発表されたベルトーネのコンセプトカーである。

## 概要
スアーニャはグランデプントをベースに開発された若者向けの4シーターコンバーチブルモデル。ドイツのコンバーチブル製造業者であるCTSの協力で、電動開閉ルーフが装備されている。リアウィンドウはルーフの開閉と合わせて格納されるが、風邪の巻き込みを防ぐために展開することも可能。ヘッドライトとテールランプはブーメランのようなデザインをしている。

## 参照
1. ↑   https://www.carrozzieri-italiani.com/listing/fiat-suagna/
2. ↑   https://www.carbodydesign.com/archive/2006/03/03-bertone-suagna/
3. ↑  https://www.webcg.net/articles/-/9119
4. ↑  https://www.carrozzieri-italiani.com/listing/fiat-suagna/
5. ↑  https://autodesignmagazine.com/en/2006/08/bertone-suagna-oltre-la-trasformabilita/
6. ↑  https://www.supercars.net/blog/2006-fiat-suagna/

"Ultimate Car Page"